# جيرهارد وايكوم
جيرهارد وايكوم (بالإنجليزية: Gerhard Weikum)‏ وهو مدير أبحاث في معهد ماكس بلانك للمعلوماتية في ساربروكن، ألمانيا، حيث يتولى قيادة قسم قواعد البيانات ونظم المعلومات. تشمل اهتماماته البحثية الحالية أنظمة المعاملات الموزعة، وأنظمة قواعد البيانات ذاتية الضبط، وتكامل البيانات والنصوص، والبناء التلقائي لقواعد المعرفة. وهو أحد مبدعي قاعدة المعرفة YAGO. وهو أيضاً عميد مدرسة ماكس بلانك للأبحاث الدولية لعلوم الكمبيوتر (IMPRS-CS).
في وقت سابق، شغل مناصب في جامعة سارلاند في ساربروكن، بألمانيا، في المعهد الفدرالي السويسري للتكنولوجيا في زيورخ وفي MCC في أوستن (تكساس)، وكان باحثًا بارزًا في بحوث مايكروسوفت في ريدموند (واشنطن). حصل على درجتي الدكتوراه والدبلوم من جامعة دارمشتات للتكنولوجيا، ألمانيا.
عمل رئيسًا لقانون VLDB في عام 2005 و 2006. كما نظم المؤتمر الدولي السنوي لقواعد البيانات وهو مؤتمر علمي للباحثين في مجال بحوث قواعد البيانات.
في عام 2005، منحت رابطة مكائن الحوسبة جيرهارد وايكوم واحدة من أعلى درجات الشرف في ACM"زميل (درجة دراسية)". وقد تم تكريم جيرهارد وايكوم على أبحاثه في مجال قواعد البيانات ونظم المعلومات، وخاصة لمساهماته في تحسين موثوقية وأداء نظم المعلومات الموزعة على نطاق واسع. في عام 2010، تم انتخابه زميلاً لمجتمع علوم الكمبيوتر وحصل على جائزة البحث العلمي من جوجل، وحصل على جائزة مساهمات ACM SIGMOD في عام 2011، و ARC Synergy Grant في عام 2013، وجائزة ACM SIGMOD Edgar F. Codd Innovations في عام 2016.

## وصلات خارجية
- Max Planck Institute for Computer Science - databases and information systems department
- Personal Homepage of Gerhard Weikum
- International Max Planck Research School for Computer Science
- University of Darmstadt
- VLDB Endowment
- ACM Fellows Program